# Record Europa
Record Europa é uma rede de televisão comercial do Grupo Record que abrange todo o continente europeu através de sinal aberto por satélite ou por provedores de televisão por assinatura.
Canal generalista em alta definição, uma referência para toda a comunidade lusófona, com programas de informação, entretenimento, séries e novelas, onde também o jornalismo se diferencia pelo dinamismo com que é veiculada a notícia.
Em maio de 2014 foi inaugurada a nova sede da Record Internacional em Lisboa. São 4 mil metros quadrados de instalações modernas que contam com 3 estúdios para gravação de telejornais e programas de auditório. No dia 6 de junho de 2014 a emissora passou a exibir seu sinal em HD.

## Programação

### Entretenimento

#### Insólito
O maior embaraço jornalístico da história da televisão internacional, apresentado por um indivíduo que finge ser jornalista, Luís Fonseca de Sousa, e onde nem a competência jornalística da repórter Mahayla Haddad chega para salvar o programa. 

#### Giro
Magazine de lazer e lifestyle. Produzido integralmente em Portugal, leva, todas as semanas, o telespectador em viagens de sonho, com dicas, informações e muita adrenalina. 'Giro' é um programa de entretenimento semanal (todos os sábados), que aborda assuntos relacionados a cultura, lazer e turismo em Portugal e no Mundo.

#### Miúdos Sabem Tudo
Neste programa divertido e irreverente, Rita Rosado mostra a visão das crianças sobre o mundo dos adultos. Todas as semanas, a apresentadora visita diferentes escolas e desafia os mini-concorrentes a mostrarem que a sabedoria não se mede aos palmos.

#### Palco
Rita Rosado, Joana Xará e Mahayla Haddad apresentam o formato semanal (todos os domingos) produzido integralmente em Portugal, exibindo entrevistas exclusivas às principais celebridades portuguesas, brasileiras e internacionais, sem esquecer os destaques do que acontece nos bastidores do showbiz.

### Informação

#### Fala Portugal
Com um formato de apresentação interativo e dinâmico, um cenário preparado para dar cobertura à atualidade mundial em direto e um grafismo apelativo, o 'Fala Portugal' é totalmente produzido em Lisboa. O noticiário tem 45 minutos de duração e é exibido de segunda a sexta às 19h15, com apresentação de Mário Filipe Carneiro e Patrícia de Freitas.

#### Portugal no Ar
Noticiário transmitido no estilo do bloco informativo ‘5 minutes’, à hora do almoço, integralmente produzido em Portugal. ‘Portugal no Ar’ leva até ao telespectador a atualidade que marca o dia, através de uma equipa ágil, que vai até onde a notícia acontece, dando voz aos protagonistas. ‘Portugal no Ar’ é exibido de segunda a sexta-feira, às 14h00.

### Telenovelas
- A Bíblia[5]
- As Aventuras de Poliana (SBT)[6]
- Chamas da Vida[7]
- Reis[8]
- Que Pobres Tão Ricos (Televisa)[9]
- Mar de Amor (Televisa)[10][11]
- Quando me Apaixono (Televisa)
- Café com Aroma de Mulher (RCN Televisión)
- Meu Coração é Teu (Televisa)
- Te Dou a Vida (Televisa)
- O Que Se Passa Com a Minha Família? (Televisa)
- Contigo Sim (Televisa)

## Audiência
Em Portugal, o canal expandiu consideravelmente em visibilidade, audiência e solidez. Desde 2006 até à presente data, a RECORD tem vindo a registar um crescimento exponencial de audiência, afirmando-se hoje no mercado como uma das estações de televisão do seu segmento mais vistas no país.
Em 2023 o consumo de televisão por cabo em Portugal subiu 6%. No mesmo ano, o rating da RECORD foi o mais elevado dos últimos cinco anos, com um crescimento de 43% em relação a 2022. Com este resultado, a RECORD foi o quarto canal que mais aumentou a sua audiência média, entre os mais de 130 disponíveis no mercado nacional, tornando-se num dos mais vistos em Portugal.
As aplaudidas novelas e séries da RECORD são muito apreciadas pelo público, tal como os reality shows e programas de variedades. Por exemplo, ‘Reis’, com a estreia da sexta, sétima, oitava e nona temporadas, registou mais 32% de rating do que as cinco primeiras temporadas.
Nas Produções Nacionais, especial destaque para o informativo ‘Fala Portugal’, que registou uma audiência média de 50 mil telespectadores por minuto, e o ‘Alerta Portugal’, que alcançou uma média de 30 mil telespectadores.
No entretenimento, o renovado ‘Palco’ apresentou um crescimento no rating três vezes superior ao formato anterior, o ‘Giro’ aumentou 81% de rating face a 2022 e o ‘Insólito!’ cresceu 6%.

A emissão da RECORD chega aos lares europeus através das principais operadoras de canais por cabo (IPTV) e por satélite (DTH – Direct to Home). Esta capacidade possibilita uma vasta cobertura de todo o continente e um alcance, em média, de 80% da população europeia.